# ذا فيرونيكاز
ذا فيرونيكاز (بالإنجليزية: THE VERONICAS)‏ فرقة أسترالية شهيرة تتكون من أختين توأمتين هما جيسيكا أوريغلياسو وليزا أوريغلياسو ،للفرقة ألبومان ناجحان وحازا على جوائز كثيرة مثل جائزة أريا
.وقد أعربت الفتاتان في سن مبكرة عن رغبتهن في الدخول إلى التلفزيون والإذاعة .

## روابط خارجية
- ذا فيرونيكاز على موقع ميوزك برينز (الإنجليزية)
- ذا فيرونيكاز على موقع أول ميوزيك (الإنجليزية)
- ذا فيرونيكاز على موقع ديسكوغز (الإنجليزية)